# Synagogue de Marienbourg
La synagogue de Marienbourg, ou synagogue de Malbork (en allemand : Synagoge Marienburg ; en polonais : Synagoga w Malborku) est une ancienne synagogue allemande située à Marienbourg (actuelle Malbork, en Pologne). Inaugurée en 1898, elle est détruite en 1938 lors de la nuit de Cristal, comme la plupart des autres lieux de culte juifs en Allemagne.
Marienbourg était, avant la Première Guerre mondiale, une ville allemande du district de Marienwerder, dans la province prussienne de Prusse-Occidentale. Après la guerre, alors que la Pologne annexe la majeure partie de la Prusse-Occidentale sans plébiscite, le Traité de Versailles permet seulement aux résidents de l'Est de la province de déterminer leur affiliation territoriale par référendum. La plupart des Marienbourgeois votent pour rester en Allemagne dans le référendum d'autodétermination de 1920. Marienbourg est alors rattachée à la province de Prusse-Orientale. Après la Seconde Guerre mondiale, la ville est attribuée à la Pologne et prend le nom de Malbork. La ville, qui est située à 50 km au sud-est de Gdańsk, relève de la voïvodie de Poméranie. Elle compte actuellement près de 39 500 habitants.

## Histoire de la communauté juive
Marienbourg est fondée par un groupe de commerçants allemands Prusse teutonique et obtient son statut de ville en 1276. Des Juifs font du commerce à Marienbourg au XIVe siècle, mais ont l'interdiction de s'installer de façon permanente en raison du privilège "de non tolerandis ludaeis" accordé à la ville.
Pendant toute la période où Marienbourg est sous domination prussienne, il n'y a pas de Juif en ville. Ce n'est qu'après 1810 que des familles juives s'installent à Marienbourg et fondent très rapidement, en 1814, une communauté juive.
La période la plus prospère pour cette communauté est la seconde moitié du XIXe siècle. En 1813, 6 familles juives sont installées en ville. La communauté est fondée en 1814. En 1816, on ne compte encore que 50 Juifs. Trente années plus tard, leur nombre atteint 151 et en 1867, la communauté compte 317 membres, soit environ 4 % de la population totale de la ville. En 1871, leur nombre est de 337, et à partir de cette date, va commencer à décroitre: 306 membres en 1880, puis 180 en 1895.
Après l'arrivée au pouvoir des nazis, l'émigration vers l'étranger ou vers de grandes villes allemandes s'intensifie. En 1938, il n'y a plus que 60 Juifs, et un an plus tard, en 1939, il ne reste plus que 33 Juifs résidant à Marienbourg. En 1940, il n'y a plus d'habitants d'origine juive à Marienbourg.

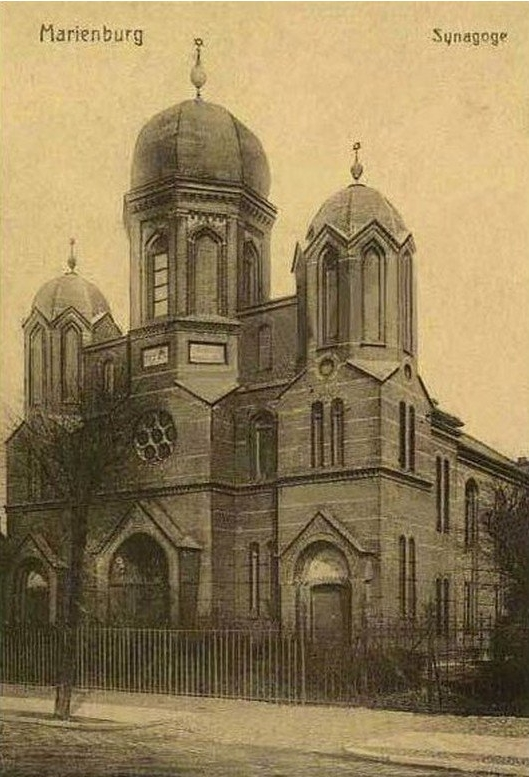
La synagogue vers 1915

## Histoire de la synagogue
Une première synagogue existe dès 1830 installé dans un ancien grenier à grains transformé, mais deviendra rapidement trop petite en raison de la forte augmentation de la population juive.
La seconde synagogue est construite en 1897-1898 suivant les plans de l'architecte Carl Lübke, au 17 Schulgasse (actuellement rue Marca), entre le bâtiment de la poste et une école de musique, sur le terrain des anciennes fortifications de la ville, à l'extérieur de l'enceinte des anciens murs. Elle a été édifiée en utilisant la production locale de briques. Le coût de la construction s'est élevé à 40 000 marks.
La cérémonie d'inauguration a eu lieu le 30 août 1898 à midi. Parmi les nombreux invités aux festivités, se trouvaient le représentant du gouvernement von Glasenapp, administrateur du district, l'architecte Carl Lübke, le rabbin Dr Blumenthal de Dantzig (actuellement Gdańsk), le rabbin Dr. Silberstein d'Elbing (actuellement Elbląg) et le président de la communauté juive de Marienbourg, le Dr Pinkus. Une jeune fille, Meta Hammerstein, présente les clefs à von Glasenapp, administrateur du district, pour qu'il ouvre personnellement la synagogue. Le bâtiment a été construit, pour l'époque, de façon à pouvoir résister à un début d'incendie.
La synagogue, centre de la vie cultuelle et culturelle de la communauté juive, n'aura une existence que de quarante années. Au cours de la nuit de Cristal, du 9 au 10 novembre 1938, la milice nazie incendie la synagogue. Après la Seconde Guerre mondiale, celle-ci n'a pas été reconstruite. Actuellement, le site de la synagogue fait partie de l'avenue Rodła et est occupé par des immeubles de logements.

## Architecture de la synagogue

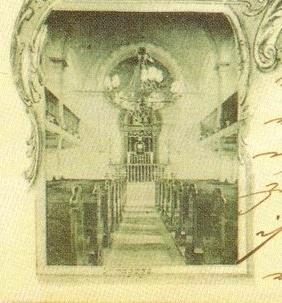
L'intérieur de la synagogue

Le bâtiment de briques de style mauresque est construit sur un plan rectangulaire avec un avant-corps plus large que le corps principal. La partie avant est dominée par trois tours massives, dont la centrale, plus élevée que les deux latérales, est surmontée d'un tambour octogonal percé sur chaque face de hautes baies rectangulaires, terminé par une corniche, et surmonté d'un dôme de section en fer à cheval. Les tours latérales sont aussi complétées d'un tambour octogonal percé de baies à arcs triangulaires, couronné d'un dôme décoré de motifs géométriques.
On pénètre à l'intérieur de la synagogue par trois portails à arc outrepassé, soutenu par deux colonnes. Les portails latéraux permettent d'accéder aux escaliers menant aux galeries des femmes. Le portail du centre, situé en dessous de la rosace, conduit à un vestibule puis au vestiaire et à la salle de prière réservée aux hommes.
Il ne reste à ce jour que deux représentations iconographiques montrant l'intérieur de la synagogue. En se basant sur ces photos, il est possible de décrire l'intérieur: la principale salle de prière, rectangulaire, est entourée sur trois côtés par des galeries en bois réservées aux femmes, reposant sur des rangées de colonnes au chapiteau de style mauresque. L'Arche Sainte dont la forme ressemble à un arc de dentelle, est située dans une abside sur le mur oriental de la salle, dont le plafond est peint en bleu avec des étoiles pour symboliser le ciel. Devant l'Arche, se trouve la Bimah entourée d'une balustrade en bois.